# Vanesa Lorenzo
Vanesa Lorenzo (Badalona, 7 gennaio 1977) è una modella spagnola.
È apparsa sulle copertine di molte riviste canadesi, francesi, tedesche, italiane, lettoni, messicane, spagnole, britanniche, e statunitensi, e nelle pubblicità di molti marchi tra cui El Corte Inglés, Emporio Armani, Cacharel, Laura Biagiotti, L'Oréal, Max Mara, Ralph Lauren, Reebok, Rimmel, Swarovski, Victoria's Secret, Yves Saint Laurent.
In Italia è nota per essere stata fra i protagonisti del film Fuochi d'artificio di Leonardo Pieraccioni, nel 1997.

## Biografia
Vanesa Lorenzo inizia a lavora come modella all'età di dieci anni. A 17 anni lascia la Spagna per Parigi, dove un'agenzia di modelle locale ritiene che la sua figura e le sue caratteristiche possano avere successo. Il giorno dopo il suo arrivo, vene portata d'urgenza a Londra per le riprese di una campagna per Pepe Jeans. Iniziò poi a lavorare a livello internazionale. Vive a Parigi per tre anni, ma fa sempre ritorno in Spagna perché la sua famiglia vive a Barcellona. A 16 anni si classifica seconda al concorso di modelle Elite Look of the Year.
Nel corso degli anni, lavora per aziende come Pepe Jeans, Ralph Lauren, Escada, Giorgio Armani, L'Oréal, Yves Saint Laurent, Gap, Laura Biagiotti, Victoria's Secret, Christian Dior e Pantene. Appare sulle copertine di Neo, Cosmopolitan, Self, Vogue, Amica, Lucky, Woman, Elle e Glamour.
Al lavoro di modalla affianca anche occasionalmente il lavoro di attrice. Nel 1989 compare infatti nel film catalano Entreacte. Nel 1997 è nella commedia romantica italiana di successo Fuochi d'artificio, diretto e interpretato da Leonardo Pieraccioni. Nel film impersona Luna, una delle tre ragazze tra cui si divide il protagonista Ottone (Pieraccioni). L'anno seguente compare in un ruolo nel cortometraggio fantasy El topo y el hada.
Nel 2016, Vanesa Lorenzo pubblica un libro sullo yoga e sul benessere intitolato Yoga, un estilo de vida (lett. "Yoga, uno stile di vita"). Tra il 2014 e il 2019, gestisce un proprio canale su YouTube, su cui pubblica video sullo yoga e sulla sua attività di modella. Nel 2020 segue un secondo libro, intitolato Crecer juntos, anche questo, come il primo, pubblicato per la casa editrice Editorial Planeta di Barcellona.

## Vita privata
È legata sentimentalmente dal 2012 all'ex calciatore del Barcellona Carles Puyol. La coppia ha due figlie: Manuela, nata il 24 gennaio 2014, e Maria, nata il 2 gennaio 2016. Vive a New York.

## Agenzie
- Munich Models, Monaco di Baviera[6]
- Next Company, Vienna[1]
- The Model CoOp, New York[1][6]
- IMG London, Londra[6]

## Filmografia

### Attrice
- Entreacte, regia di Manuel Cussó-Ferrer (1989)
- Fuochi d'artificio, regia di Leonardo Pieraccioni (1997)
- El topo y el hada, regia di Grojo - cortometraggio (1999)
- Españolas de portada, regia di Daniel Hernández (2001) - Vanessa Lorenzo
- Sports Illustrated Swimsuit 2002 - direct-to-video (2002)
- Ódio, regia di Carlo Mossy e Luiz César Rangel (2017)
- Premios Harper's Bazaar Actitud 43, regia di Inmaculada Jiménez - direct-to-video (2019)
- Ona Carbonell: Empezar de nuevo, regia di Adan Bonet (2022) - Vanessa Lorenzo

## Trasmissioni televisive
- MasterChef España - reality, episodio 3x02 (2015)
- Divendres - talk show, episodio 8x57 (2016)
- Terrícoles - talk show, episodio 4x73 (2016)
- Premios Goya 34 edición, regia di Sílvia Abril, Andreu Buenafuente, Enric Cambray, Luis Campoy, David Guillén e David Lillo - speciale TV (2020)

## Libri
- (ES) Yoga, un estilo de vida. 5 pasos para el completo bienestar (Prácticos), Barcellona, Editorial Planeta, 2016, ISBN 978-84-08161-47-9.
- (ES) Crecer juntos. Yoga y disciplina positiva para afrontar los retos de la educación, Barcellona, Editorial Planeta, 2020, ISBN 978-84-08233-24-4.